# تپه آقازاده ۳
تپه آقازاده ۳ مربوط به سده‌های اولیه و میانه دوران‌های تاریخی پس از اسلام است و در شهرستان اسفراین، بخش بام و صفی آباد، دهستان صفی آباد، ۱۰۰ متری غرب روستای کلاته آقازاده واقع شده و این اثر در تاریخ ۳۰ بهمن ۱۳۸۶ با شمارهٔ ثبت ۲۱۰۹۷ به‌عنوان یکی از آثار ملی ایران به ثبت رسیده است.